# Корниці (Польща)
Корниці (пол. Kornice, нім. Kornitz) — село в Польщі, у гміні Петровиці-Великі Рациборського повіту Сілезького воєводства.
Населення — 326 осіб (2011).
У 1975-1998 роках село належало до Катовицького воєводства.

## Демографія
Демографічна структура станом на 31 березня 2011 року:
|          | Загалом | Допрацездатний вік | Працездатний вік | Постпрацездатний вік |
| -------- | ------- | ------------------ | ---------------- | -------------------- |
| Чоловіки | 156     | 19                 | 117              | 20                   |
| Жінки    | 170     | 29                 | 95               | 46                   |
| Разом    | 326     | 48                 | 212              | 66                   |